# Coby Miller
Pour les articles homonymes, voir Miller.
Coby Miller (né le 19 octobre 1976 à Ackerman, Mississippi) est un athlète américain, spécialiste du sprint.
En 2004, lors des sélections américaines pour les Jeux olympiques, il fut le premier sprinter à ne pas se qualifier sur 100m malgré un temps inférieur à 10 secondes. A Athènes, il remporta néanmoins la médaille d'argent avec le relais 4 × 100 m.